# 礦物假象
在礦物學中，假象（英語：pseudomorph）是指某一種礦物或無機化合物已經變異為另一種礦物，故擁有不同的顏色、硬度等化學特質，但仍然保持舊有的外形和結晶習性。

## 替代假象

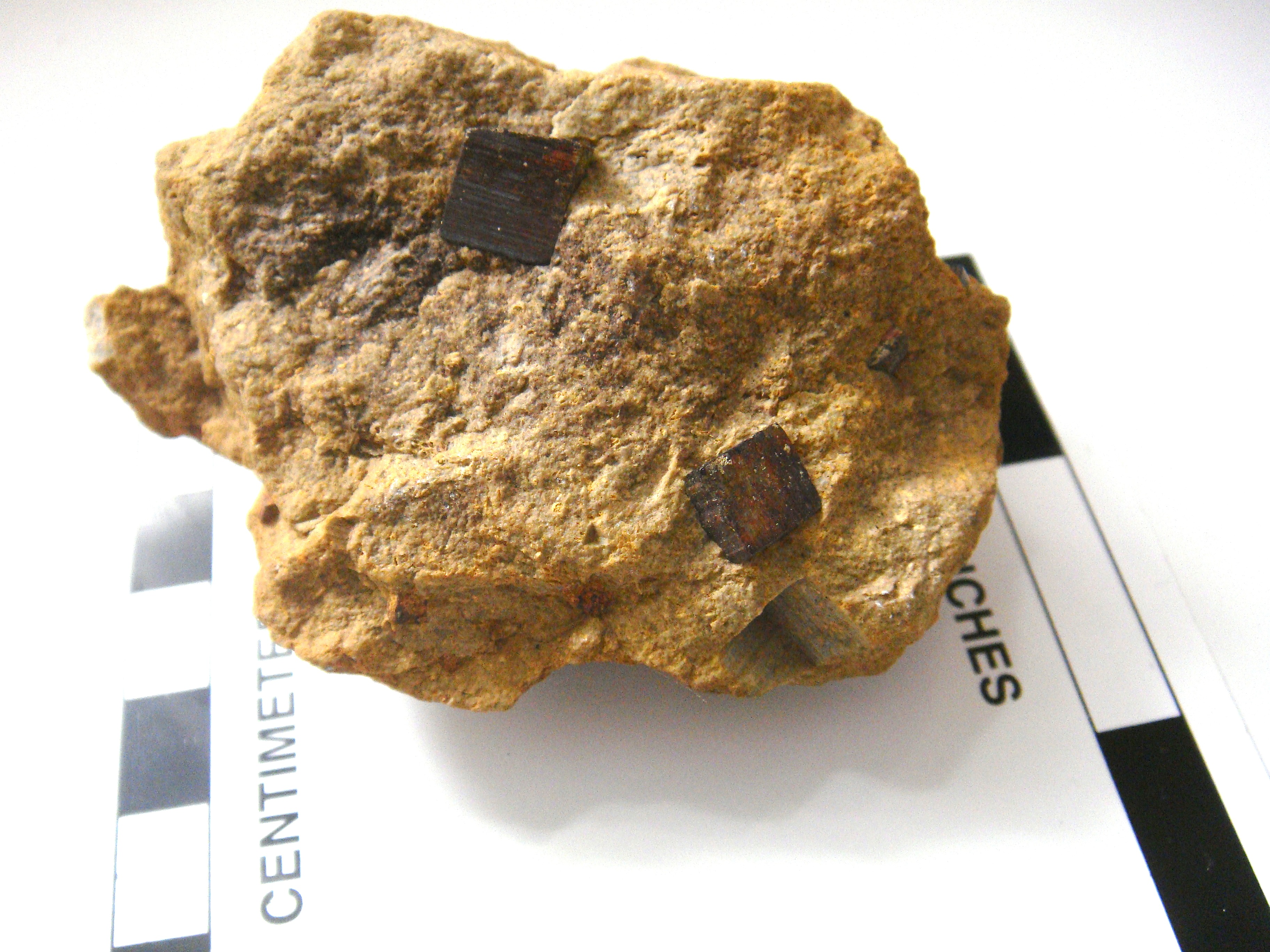
鐵氧化物替代黃鐵礦晶體

替代假象（substitution）是指某一種礦物被另一種所取代的假象。礦物的外在形狀維持原貌，但內部化學特質已完全轉變為另一種礦物所有，故顏色、硬度等特徵與原先不同。自然界中常見的例子如木頭（雖然它不是礦物）被二氧化矽（石英或蛋白石）取代，且木頭的原始細胞壁結構被完整保留，而形成矽化木。磷氯鉛礦也時常置換方鉛礦或白鉛礦。